# Arnau Calvet i Peyronill
Arnau Calvet i Peyronill   (Barcelona, 1874 - 1956) fou un arquitecte modernista titulat el 31 de juliol de 1897.

## Biografia
Fill de Damas Calvet i de Budallès, enginyer i poeta natural de Figueres, i Teresa Peyronill de Agulhon a França. Fou arquitecte municipal de Sarrià del 1902 al 1923 i de Barcelona del 1923 al 1944.
Del conjunt d'obres que va realitzar a Barcelona, en destaquen:

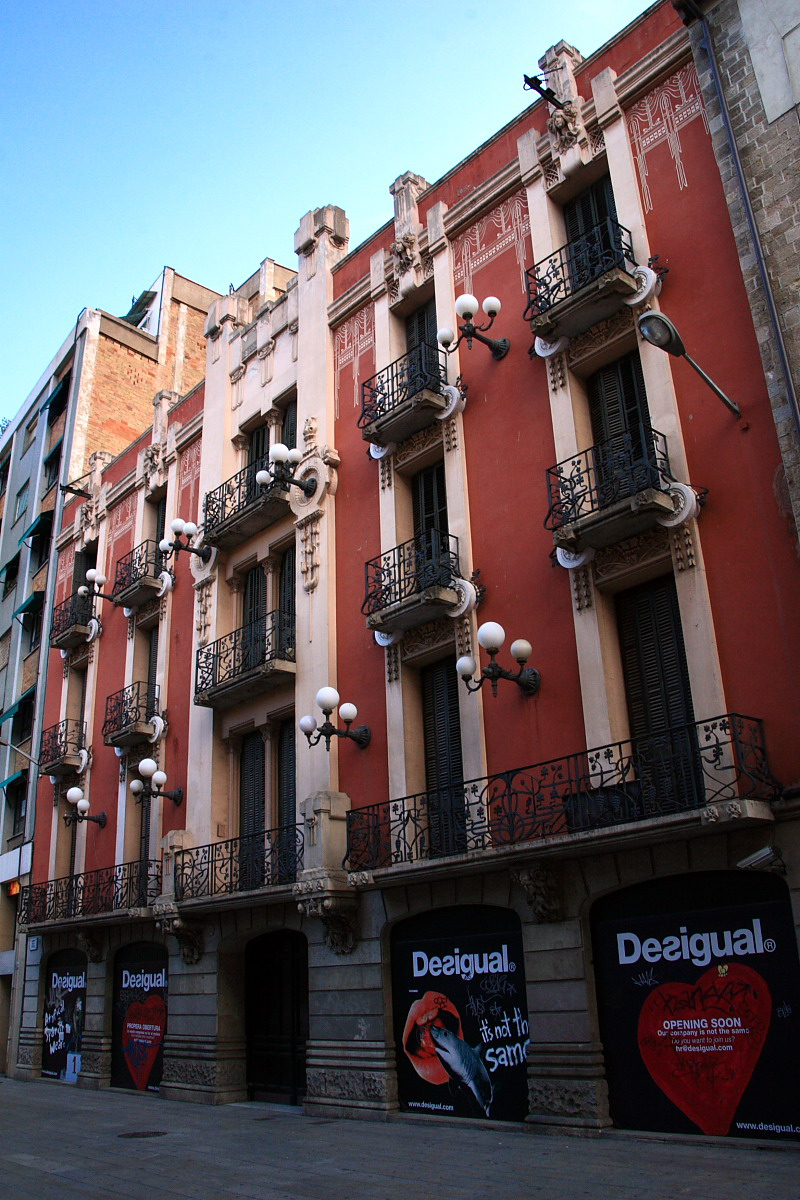
Antiga seu de la Central Catalana d'Electricitat (1905), actualment un hotel

- (1907-1909) Cases Armenteras i Parellada (o Lalanne), Provença, 324 i 326,
- (1905) seu de la Central Catalana d'Electricitat (després Hidroelèctrica de Catalunya), Arcs, 10.
- (1905-1906) en col·laboració amb Bonaventura Conill i Montobbio, va fer les estacions superior i inferior del funicular de Vallvidrera
- (1911-1913) Mercat de Sarrià, Pg. Reina Elisenda,

Posteriorment, Calvet es va decantar per una arquitectura monumentalista, com ara els magatzems Jorba (1926), al Portal de l'Àngel de Barcelona, pel qual va guanyar el concurs anual d'edificis artístics en l'edició de 1927.
Entre 1930-1940 va construir per a la mateixa entitat els magatzems Jorba a Manresa, un insòlit edifici d'estil art déco.

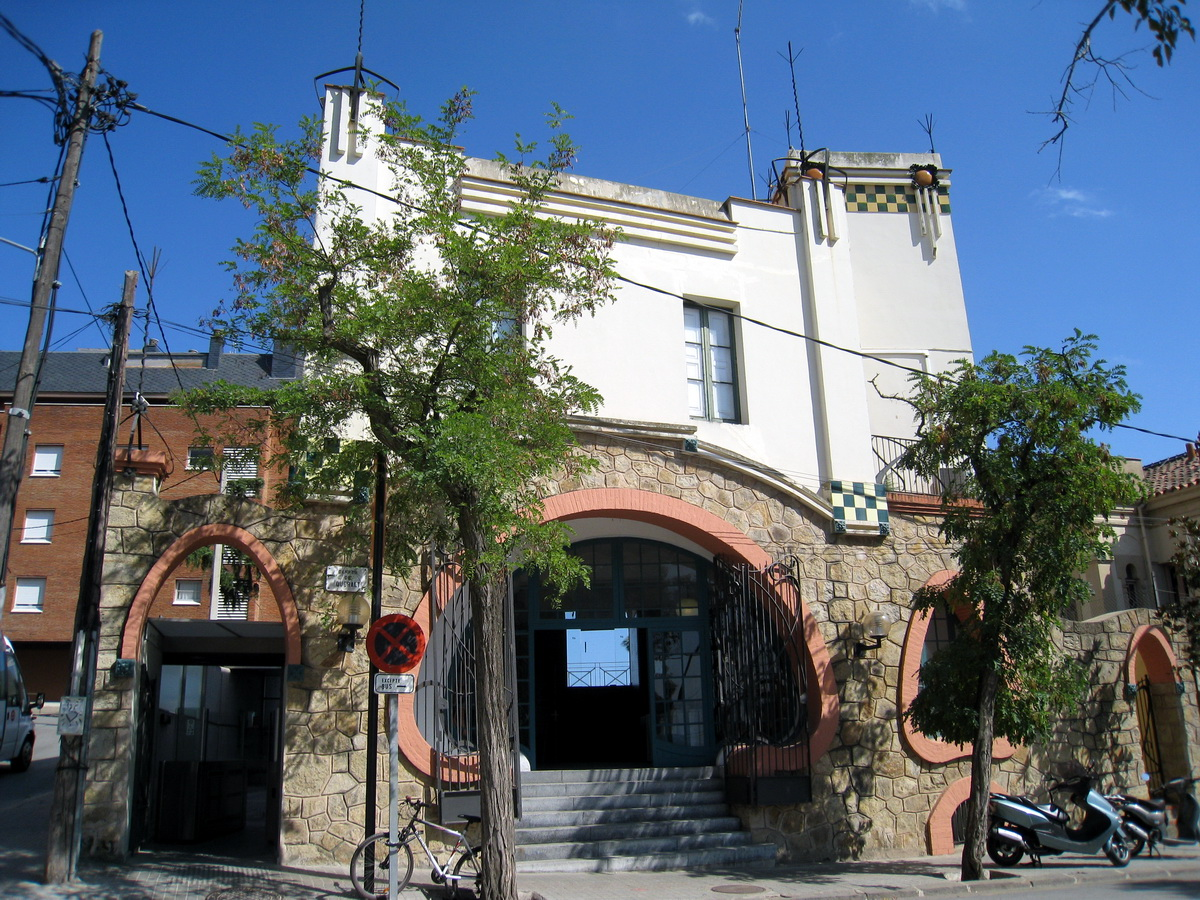
Estació superior del funicular de Vallvidrera (1905-1906)
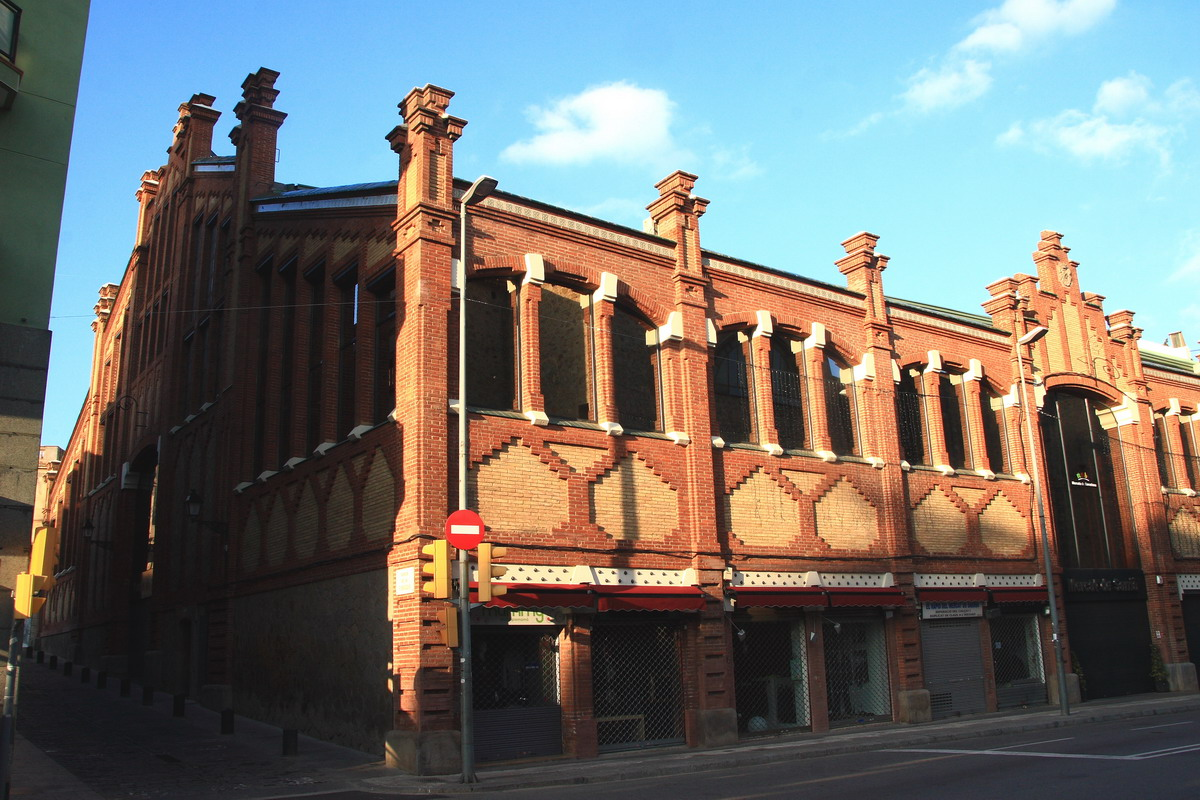
Mercat de Sarrià (1911)
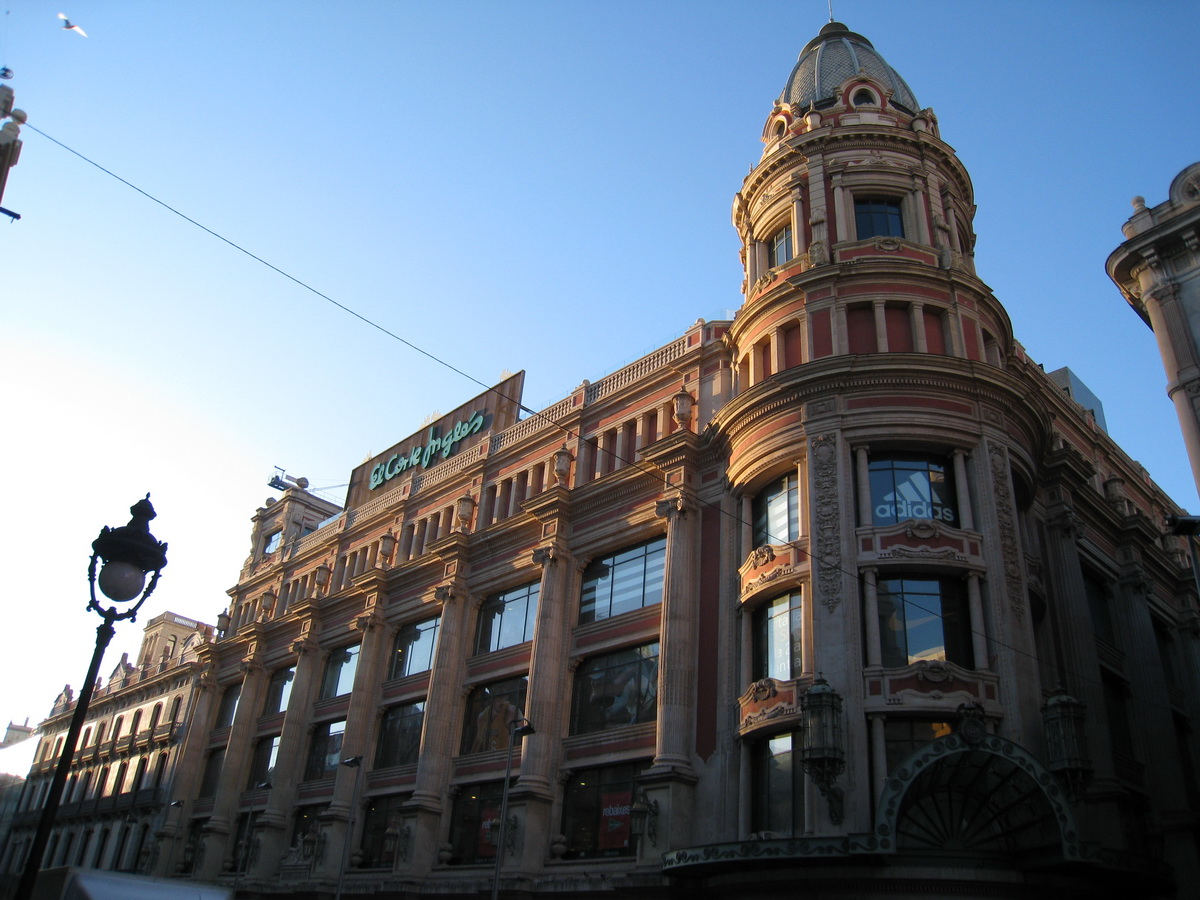
Can Jorba de Barcelona (1926)
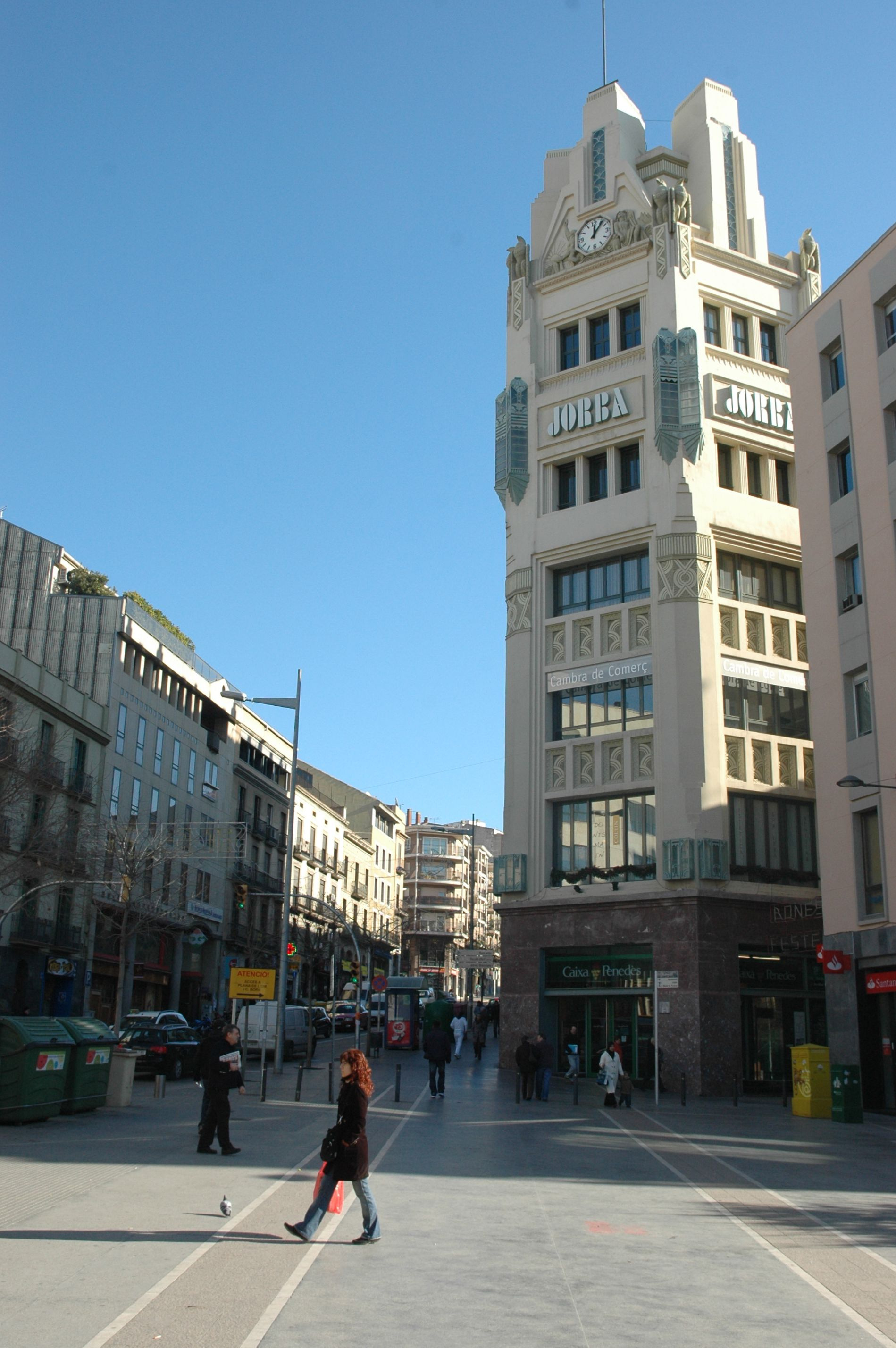
Cal Jorba a Manresa, d'estil art déco (1930)